# Andrea D'Ambrosio
Andrea D'Ambrosio (Roccadaspide, 19 marzo 1975) è un regista e sceneggiatore italiano.

## Biografia
Laureato in cinematografia, ha frequentato la Nuova università del cinema e della televisione di Roma (Nuct), diplomandosi in regia nel corso tenuto da Giuseppe De Santis, Carlo Lizzani, Florestano Vancini ed Ettore Scola, Ugo Pirro. È stato assistente alla regia in numerosi film ed è docente in vari corsi di cinema italiani ed europei.

## Filmografia

### Cortometraggi
- Ecce Nanni (1998)
- Attori di vita - documentario (1999)
- Gli anni nel cassetto - documentario (1999)
- Nel paese dei temporali e delle primule - documentario (2000)
- Come una nuvola che danza - documentario (2001)

### Lungometraggi
- Pesci combattenti, co-regia con Daniele Di Biasio - documentario (2002)
- L'oro azzurro, episodio del film Checosamanca - documentario (2002)
- Biùtiful cauntri, co-regia con Esmeralda Calabria e Peppe Ruggiero - documentario (2008)
- Campania burning, co-regia con Maurizio Cartolano - documentario (2009)
- I giorni della merla, co-regia con Carla del Mese - documentario (2010)
- Di mestiere faccio il paesologo - documentario (2010)
- Due euro l'ora (2016)
- Il sentiero dei lupi - documentario (2022)

## Riconoscimenti
- 2003 - Pesci combattenti
  - Torino film festival, Menzione Speciale della sezione Doc e Premio Cipputi
  - Medfest, Premio Fellini dell'Unesco
  - Sulmonacinema, Premio Miglior Regia ex aequo con Mio cognato

- 2008 - Biùtiful cauntri
  - Nastro d'argento come Miglior Documentario
  - Festival Visioni Italiane di Bologna, Vincitore della Sezione Visioni Ambientali
  - Giornate professionali del cinema di Sorrento, Premio FAC
  - Invisibile Film Festival, Cava dei Tirreni, Gran Premio della Giuria
  - Food In Festival, Premio Speciale del Comitato d'Onore
  - Festambiente, Miglior Documentario di Impegno Civile
  - Premio "Marcello Torre" per l'Impegno Civile consegnato a Pagani
  - Premio "Giancarlo Siani"
  - Premio "Giuseppe Fava"
  - Ciak d'oro ad Esmeralda Calabria per il Miglior Montaggio

- 2012
  - Premio Rossellini come miglior documentario a Di mestiere faccio il paesologo

- 2016
  - Premio miglior regia e miglior attrice a Chiara Baffi al Bifest per Due Euro l'Ora
  - Premio miglior sceneggiatura al Gallio film festival per Due Euro l'ora
  - Premio miglior film e miglior colonna sonora a Fausto Mesolella all'Est film festival per Due Euro l'ora
  - Miglior film con Due Euro l'ora a Molise cinema
  - Bronze Zenith per Due euro l'ora al World International Film Festival di Montreal